# 柔遠駅
座標: 北緯26度04分9.1128秒 東経119度18分45.0558秒 / 北緯26.069198000度 東経119.312515500度
柔遠駅（じゅうえんえき）、明代時の正式名称は「進貢廠柔遠駅」で、一般的には琉球館（りゅうきゅうかん）と呼ばれている、福建省福州市台江区琯後街40号にある建物。

## 概要
1469年（成化5年）に建てられ、明朝から清朝末期まで琉球国が中国へ朝貢する拠点として用いられた。琉球使節団は閩江を遡り、万寿橋で下船して同館へ向かった。そして1876年に琉球と中国が断交してからは建築面積が段々と縮小された。現在は福州市対外友好関係史館という名称になっている。

### 関連人物
- 東恩納寛惇 - 1937年に同館を訪問。
- 小葉田淳 - 1937年1月に同館を訪問。